# Ischaemum lanatum
Ischaemum lanatum là một loài thực vật có hoa trong họ Hòa thảo. Loài này được Ravi, N.Mohanan, Shaju mô tả khoa học đầu tiên năm 2000.